# Nationaal Arbeids-Secretariaat

Logo van het Nationaal Arbeids-Secretariaat

Het Nationaal Arbeids-Secretariaat (NAS) was een radicaal-linkse koepelorganisatie van Nederlandse vakbonden dat bestond van 1893 tot 1940. Het was de eerste vakcentrale in de Nederlandse geschiedenis. Het NAS werd opgericht in 1893 op instigatie van de Tweede Internationale en later werd de organisatie sterk syndicalistisch van karakter. Op 8 september 1940 werd het NAS door de Duitse bezetter geliquideerd. Het ledenaantal was in 1894 ongeveer 15.000 en daalde tot 10.000 in 1902.
De gematigder tegenhanger van het NAS was het NVV, dat in 1906 werd opgericht.

## Syndicalisme en de band met politieke partijen
Naast vakbonden was ook de Sociaal-Democratische Bond bij het NAS aangesloten. Later werd de SDAP lidorganisatie, maar enkele jaren later alleen nog vakbonden. Wel onderhield het NAS banden met verschillende partijen: aanvankelijk was de toenmalige SP van Harm Kolthek (NAS-secretaris van 1907 tot 1913) haar parlementaire bondgenoot, maar deze partij verdween in 1922 uit de Tweede Kamer.
In 1923 kwam het door de telkens groter wordende politieke toenadering van het NAS tot een scheuring. Hierop werd door de afgescheurde factie het Nederlands Syndicalistisch Vakverbond (NSV) opgericht, dat een syndicalistische en politiek onafhankelijke lijn bleef vervolgen. Het NSV zag zich in die zin als de ware erfgenaam van de basisbeginselen van het vroegere syndicalistische NAS. 
De CPN nam de plaats van de SP in. NAS en CPN gaven gemeenschappelijk het theoretische tijdschrift Klassenstrijd uit. Na 1926 werd de band tussen beide organisaties verbroken op last van de Comintern. De CPN had bevel van Moskou gekregen om aan te sturen op een fusie tussen NAS en NVV. In 1927, het jaar van de machtsovername van Stalin, verbrak het NAS alle banden met de Comintern en diens vakbondstak de Rode Vakbonds-Internationale (RVI). Tegelijk verlieten NAS-voorzitter Henk Sneevliet en andere links-communisten de CPN. In augustus 1927 publiceerde het NAS een brochure met redevoeringen van de Russische dissidenten Trotski en Zinovjev. Vanaf 1929 was Sneevliets RSP, later RSAP, de belangrijkste bondgenoot van het NAS. Door de breuk met het RVI ontstond er bij een deel van het NSV hoop op een terugkeer naar de syndicalistische lijn van het NAS. Hierom werd een fusie onderzocht tussen de twee organisaties, deze poging liep echter spaak.
In mei 1940 werd de bond door de Duitsers verboden. Ze hield daarmee op te bestaan en werd na de oorlog niet meer heropgericht.